# Dresdner Sportclub 1898 1999-2000
Questa voce raccoglie le informazioni riguardanti il Dresdner Sportclub 1898 nelle competizioni ufficiali della stagione 1999-2000.

## Stagione
Nella stagione 1999-2000 il Dresdner SC, allenato da Matthias Schulz, concluse il campionato di Regionalliga nordest al 2º posto.

## Rosa
| N. |                     | Ruolo | Calciatore      |
| -- | ------------------- | ----- | --------------- |
| 1  | Germania (bandiera) | P     | René Groß       |
| 1  | Germania (bandiera) | P     | Thomas Weidner  |
| 2  | Germania (bandiera) | D     | Frank Baldauf   |
| 3  | Germania (bandiera) | D     | Andreas Diebitz |
| 4  | Germania (bandiera) | D     | Thomas Boden    |
| 5  | Germania (bandiera) | D     | Thomas Hoßmang  |
| 6  | Germania (bandiera) | A     | Thomas Schmidt  |
| 7  | Germania (bandiera) | C     | Gunnar Klemm    |
| 8  | Croazia (bandiera)  | C     | Nikica Maglica  |
| 9  | Germania (bandiera) | C     | Sven Ratke      |
| 10 | Germania (bandiera) | C     | Heiko Scholz    |
| 11 | Germania (bandiera) | C     | Ronald Schmidt  |

| N. |                      | Ruolo | Calciatore            |
| -- | -------------------- | ----- | --------------------- |
| 12 | Germania (bandiera)  | P     | Andreas Michael       |
| 13 | Germania (bandiera)  | D     | Knut Michael          |
| 14 | Germania (bandiera)  | C     | René Beuchel          |
| 15 | Germania (bandiera)  | A     | Alexander Gleis       |
| 17 | Germania (bandiera)  | C     | Tino Wächtler         |
| 18 | Germania (bandiera)  | D     | Veiko Berger          |
| 20 | Argentina (bandiera) | D     | Fernando Cassano      |
| 23 | Serbia (bandiera)    | A     | Branco Marcetic       |
| 24 | Argentina (bandiera) | C     | Sergio Bustos         |
|    | Germania (bandiera)  | C     | Falko Thomas          |
|    | Germania (bandiera)  | A     | Rocco Milde           |
|    | Argentina (bandiera) | A     | Sergio German Sánchez |

## Organigramma societario
Area tecnica
- Allenatore: Matthias Schulz
- Allenatore in seconda: Karsten Petersohn
- Preparatore dei portieri:
- Preparatori atletici:
- Analisi video:

## Calciomercato

### Sessione estiva
| Acquisti | Acquisti              | Acquisti          | Acquisti |
| R.       | Nome                  | da                | Modalità |
| -------- | --------------------- | ----------------- | -------- |
| C        | Sergio Bustos         | Chacarita Juniors |          |
| D        | Thomas Hoßmang        | Energie Cottbus   |          |
| A        | Sergio German Sánchez | Deportivo Quevedo |          |
| C        | Heiko Scholz          | Wattenscheid 09   |          |
| C        | Tino Wächtler         | Chemnitz          |          |

| Cessioni | Cessioni            | Cessioni       | Cessioni |
| R.       | Nome                | a              | Modalità |
| -------- | ------------------- | -------------- | -------- |
| A        | Hans-Jürgen Weiß    | Zwickau        |          |
| C        | Steffen Binke       | Erzgebirge Aue |          |
| C        | Stefan Bloß         | Zwickau        |          |
| D        | Branislav Bulatovic | Dinamo Dresda  |          |
| C        | Timo Ehle           | Lüneburger     |          |
| C        | Peter Heidler       | Erzgebirge Aue |          |
| D        | Sören Holz          | Plauen         |          |

### Sessione invernale
| Acquisti | Acquisti         | Acquisti          | Acquisti |
| R.       | Nome             | da                | Modalità |
| -------- | ---------------- | ----------------- | -------- |
| C        | René Beuchel     | Zwickau           |          |
| D        | Fernando Cassano | Chacarita Juniors |          |
| P        | René Groß        | Zwickau           |          |
| C        | Ronald Schmidt   | Plauen            |          |
| A        | Rocco Milde      | Zwickau           |          |

| Cessioni | Cessioni | Cessioni | Cessioni |
| R.       | Nome     | a        | Modalità |
| -------- | -------- | -------- | -------- |

## Risultati

### Regionalliga nordest

#### Girone di andata
| Arbitro: | Ranft |

|           |           |                                   |
| Spann 20’ | Marcatori | 38’, 42’, 77’ Sánchez 44’ Diebitz |

| Arbitro: | Sturm |

|           |           |              |
| Gleis 76’ | Marcatori | 84’ Zentrich |

| Arbitro: | Sather |

|  |           |                       |
|  | Marcatori | 54’ Maglica 88’ Gleis |

| Arbitro: | Ruzik |

|                 |           |  |
| Bustos 29’, 33’ | Marcatori |  |

| Arbitro: | Cyrklaff |

|                |           |           |
| Kretschmer 10’ | Marcatori | 89’ Ratke |

| Arbitro: | Kruse |

|                                    |           |  |
| Sánchez 3’ Bustos 55’ Wächtler 62’ | Marcatori |  |

| Arbitro: | Bley |

|                             |           |                        |
| Schröter 41’ Oberritter 88’ | Marcatori | 43’ Bustos 64’ Sánchez |

| Arbitro: | Kokel |

|                                                 |           |  |
| Sánchez 60’ (rig.), 62’ Marcetic 88’ Thomas 90’ | Marcatori |  |

| Arbitro: | Pleßke |

|                            |           |            |
| Starke 11’ Hölzel 50’, 54’ | Marcatori | 2’ Schmidt |

| Arbitro: | Weise |

|                                   |           |  |
| Diebitz 29’ Zimmermann 51’ (aut.) | Marcatori |  |

| Arbitro: | Voigt |

|                                   |           |  |
| Isa 6’, 39’ Grund 60’ Schmidt 83’ | Marcatori |  |

| Arbitro: | Heynemann |

|                       |           |                    |
| Maglica 5’ Sánchez 9’ | Marcatori | 46’ (aut.) Hoßmang |

| Arbitro: | Jauch |

|           |           |  |
| Menze 44’ | Marcatori |  |

| Arbitro: | Melms |

|                            |           |             |
| Hoßmang 34’, 57’ Gleis 87’ | Marcatori | 44’ Eidtner |

| Arbitro: | Cyrklaff |

|                        |           |            |
| Ratke 45’ Marcetic 56’ | Marcatori | 71’ Koslov |

| Potsdam 4 dicembre 1999, ore 13:00 CET 16ª giornata | Babelsberg | 0 – 0 referto | Dresdner SC | Stadio Karl Liebknecht (1 977 spett.)\| Arbitro: \| Gräfe \| |
| Arbitro:                                            | Gräfe      |               |             |                                                              |

| Arbitro: | Sturm |

|  |           |               |
|  | Marcatori | 40’, 57’ Dürr |

#### Girone di ritorno
| Arbitro: | Scheibel |

|                  |           |                     |
| Schmidt 30’, 62’ | Marcatori | 80’ (rig.) Muschiol |

| Arbitro: | Reimer |

|  |           |                                            |
|  | Marcatori | 17’ Hoßmang 49’ Schmidt 56’ (rig.) Maglica |

| Arbitro: | Voigt |

|                                                                       |           |  |
| Milde 14’ Maglica 17’ Schmidt 60’ Hoßmang 67’ Wächtler 75’ Bustos 85’ | Marcatori |  |

| Arbitro: | Sax |

|             |           |  |
| Liebers 90’ | Marcatori |  |

| Arbitro: | Melms |

|           |           |              |
| Milde 37’ | Marcatori | 3’ Steinhauf |

| Arbitro: | Sturm |

|  |           |                                   |
|  | Marcatori | 45’ Schmidt 75’ Hoßmang 90’ Milde |

| Arbitro: | Wehnert |

|                             |           |                         |
| Milde 5’ Maglica 24’ (rig.) | Marcatori | 58’ Müller 76’ Schröter |

| Arbitro: | Ruzik |

|               |           |  |
| Schiemann 87’ | Marcatori |  |

| Arbitro: | Richter |

|                                                           |           |  |
| Michael 39’ Schmidt 61’ Milde 67’ Wächtler 69’ Bustos 74’ | Marcatori |  |

| Arbitro: | Häcker |

|  |           |                              |
|  | Marcatori | 6’, 35’ Hoßmang 26’ Wächtler |

| Dresda 15 aprile 2000, ore 14:00 CEST 28ª giornata | Dresdner SC | 0 – 0 referto | Erzgebirge Aue | Heinz-Steyer-Stadion (2 468 spett.)\| Arbitro: \| Weise \| |
| Arbitro:                                           | Weise       |               |                |                                                            |

| Jena 22 aprile 2000, ore 14:00 CEST 29ª giornata | Carl Zeiss Jena | 0 – 0 referto | Dresdner SC | Ernst-Abbe-Sportfeld (6 050 spett.)\| Arbitro: \| Fleske \| |
| Arbitro:                                         | Fleske          |               |             |                                                             |

| Arbitro: | Kruse |

|            |           |                |
| Bustos 23’ | Marcatori | 53’, 56’ Menze |

| Arbitro: | Ranft |

|  |           |                                              |
|  | Marcatori | 42’, 61’ Schmidt 76’, 90’ Sánchez 85’ Bustos |

| Berlino 10 maggio 2000, ore 18:00 CEST 32ª giornata | BFC Dynamo | 0 – 0 referto | Dresdner SC | Friedrich-Ludwig-Jahn-Sportpark (392 spett.)\| Arbitro: \| Pleßke \| |
| Arbitro:                                            | Pleßke     |               |             |                                                                      |

| Arbitro: | Reck |

|                                                  |           |  |
| Milde 18’, 50’ Ratke 22’ Maglica 70’ Sánchez 78’ | Marcatori |  |

| Arbitro: | Bley |

|                                  |           |  |
| Brestrich 41’, 50’ Rose 45’, 63’ | Marcatori |  |

## Statistiche

### Statistiche di squadra
| Competizione         | Punti | In casa | In casa | In casa | In casa | In casa | In casa | In trasferta | In trasferta | In trasferta | In trasferta | In trasferta | In trasferta | Totale | Totale | Totale | Totale | Totale | Totale | DR  |
| Competizione         | Punti | G       | V       | N       | P       | Gf      | Gs      | G            | V            | N            | P            | Gf           | Gs           | G      | V      | N      | P      | Gf     | Gs     | DR  |
| -------------------- | ----- | ------- | ------- | ------- | ------- | ------- | ------- | ------------ | ------------ | ------------ | ------------ | ------------ | ------------ | ------ | ------ | ------ | ------ | ------ | ------ | --- |
| Regionalliga nordest | 60    | 17      | 11      | 4       | 2       | 41      | 12      | 17           | 6            | 5            | 6            | 24           | 18           | 34     | 17     | 9      | 8      | 65     | 30     | +35 |
| Totale               | 60    | 17      | 11      | 4       | 2       | 41      | 12      | 17           | 6            | 5            | 6            | 24           | 18           | 34     | 17     | 9      | 8      | 65     | 30     | +35 |

### Andamento in campionato
| Giornata  | 1 | 2 | 3 | 4 | 5 | 6 | 7 | 8 | 9 | 10 | 11 | 12 | 13 | 14 | 15 | 16 | 17 | 18 | 19 | 20 | 21 | 22 | 23 | 24 | 25 | 26 | 27 | 28 | 29 | 30 | 31 | 32 | 33 | 34 |
| --------- | - | - | - | - | - | - | - | - | - | -- | -- | -- | -- | -- | -- | -- | -- | -- | -- | -- | -- | -- | -- | -- | -- | -- | -- | -- | -- | -- | -- | -- | -- | -- |
| Luogo     | T | C | T | C | T | C | T | C | T | C  | T  | C  | T  | C  | C  | T  | C  | C  | T  | C  | T  | C  | T  | C  | T  | C  | T  | C  | T  | C  | T  | T  | C  | T  |
| Risultato | V | N | V | V | N | V | N | V | P | V  | P  | V  | P  | V  | V  | N  | P  | V  | V  | V  | P  | N  | V  | N  | P  | V  | V  | N  | N  | P  | V  | N  | V  | P  |
| Posizione | 2 | 4 | 2 | 1 | 1 | 1 | 1 | 1 | 1 | 1  | 3  | 2  | 4  | 2  | 3  | 3  | 4  | 4  | 3  | 2  | 2  | 3  | 2  | 2  | 3  | 3  | 2  | 2  | 3  | 3  | 3  | 2  | 2  | 2  |

Legenda:

Luogo: C = Casa; T = Trasferta. Risultato: V = Vittoria; N = Pareggio; P = Sconfitta.

### Statistiche dei giocatori
| F. Baldauf  | 24 | 0  | 5  | 0 |
| V. Berger   | 8  | 0  | 0  | 0 |
| R. Beuchel  | 16 | 0  | 3  | 0 |
| T. Boden    | 0  | 0  | 0  | 0 |
| S. Bustos   | 30 | 8  | 5  | 0 |
| F. Cassano  | 14 | 0  | 6  | 0 |
| A. Diebitz  | 25 | 2  | 7  | 0 |
| A. Gleis    | 25 | 3  | 0  | 0 |
| R. Groß     | 12 | 0  | 0  | 0 |
| T. Hoßmang  | 34 | 7  | 4  | 1 |
| G. Klemm    | 1  | 0  | 0  | 0 |
| N. Maglica  | 34 | 6  | 5  | 0 |
| B. Marcetic | 11 | 2  | 1  | 0 |
| A. Michael  | 4  | 0  | 0  | 0 |
| K. Michael  | 32 | 1  | 10 | 1 |
| R. Milde    | 19 | 7  | 6  | 0 |
| S. Ratke    | 32 | 3  | 11 | 2 |
| R. Schmidt  | 17 | 1  | 3  | 0 |
| T. Schmidt  | 31 | 8  | 3  | 1 |
| H. Scholz   | 9  | 0  | 1  | 0 |
| S. Sánchez  | 29 | 11 | 7  | 2 |
| F. Thomas   | 4  | 1  | 1  | 0 |
| T. Weidner  | 21 | 0  | 0  | 0 |
| H. Weiß     | 1  | 0  | 0  | 0 |
| T. Wächtler | 34 | 4  | 3  | 0 |